# René-Louis Berclaz
Pour les articles homonymes, voir Berclaz.
René-Louis Berclaz, né à Mollens en 1950, est un essayiste, un éditeur et un historien négationniste suisse. Il a été condamné plusieurs fois à des peines de prison pour révisionnisme. 

## Biographie
Après avoir fait des études de sciences politiques à l'université de Lausanne, René-Louis Berclaz s'installe en 1995 à Châtel-Saint-Denis (canton de Fribourg). Elle devient également l'adresse de l'association et revue révisionniste Vérité et Justice que dirigent Berclaz et Philippe Brennenstuhl. 
En 1998, il brigue le poste de préfet de la Veveyse. En 2000, il rédige et fait parvenir aux parlementaires fédéraux un « contre-rapport Bergier », revisitant à sa manière l'affaire des fonds juifs en déshérence (cela lui vaut une plainte de Patrice Mugny, alors conseiller national genevois). 
L'association Vérité & Justice est dissoute par la justice fribourgeoise en 2002. Un an plus tard, René-Louis Berclaz est condamné à huit mois de prison pour discrimination raciale et calomnie par le Tribunal de la Veveyse. Une nouvelle enquête est diligentée à son encontre pour publication révisionniste en été 2003 et René-Louis Berclaz quitte alors la Suisse. Forte d'un mandat d'arrêt international, la justice le retrouve en Serbie, où il continue à publier un périodique. Il se met à la disposition des autorités en se rendant à l'ambassade de Suisse à Budapest, puis purge sa peine de 10 mois de prison,. Il est libéré conditionnellement en 2005.
En août 2006, René-Louis Berclaz est interpellé en République de Serbie et est arrêté en Roumanie en septembre de la même année où il fait l'objet d'une enquête, mais il est libéré en septembre 2007,. 
L'association Vérité & Justice a refait surface en 2005-2007, depuis la Suisse où Berclaz continue ses activités négationnistes et fonde en 2012 son site internet La Sentinelle du Continent, incluant les Éditions de Cassandra.
Après le départ en maison de retraite de Gaston-Armand Amaudruz, René-Louis Berclaz prend en charge la direction et la rédaction du bulletin Courrier du Continent, fondé en 1946 par celui-ci.
Plus récemment, il s'est fait condamner en février 2018, peine étant confirmée par le Tribunal de Sierre le 9 novembre 2021 à 140 jours-amendes à 15 francs sans sursis pour avoir soutenu dans un article publié sur internet en 2017 que les chambres à gaz nazies étaient un « point fort controversé de l’histoire de la Deuxième Guerre mondiale », l'appel étant rejeté le 10 mars 2023.

## Publications
- Le Contre-rapport Bergier, Vérité & Justice, 2000, 60 p.
- Le Procès Amaudruz, janvier 2004, 3e éd.
- Écrits de combat 1999-2005, publié à compte d'auteur, 1er septembre 2006, 280 p.
- Le système bancaire est-il la cause des crises économiques?, 4 mai 2008, 23 p.